# توربو (آلبوم)
توربو (به انگلیسی: Turbo) عنوان دهمین آلبوم استودیویی از گروه هوی متال بریتانیایی جوداس پریست است که در ۱۴ آوریل ۱۹۸۶ با همکاری شرکت نشر کلمبیا منتشر شد.
این آلبوم در خلال ماه‌ای ژوئن تا نوامبر ۱۹۸۵ در کامپس پوینت استودیوز در ناسائو پایتخت باهاما ضبط ود میان ماه‌های ژانویه تا فوریه ۱۹۸۶ در رکورد پلنت استودیو در لس آنجلس میکس شد. همچنین نسخه‌ای از مسترینگ مجدد این آلبوم در سال ۲۰۰۲ منتشر شد که دو قطعه اهدایی را نیز به همراه داشت. آلبوم توربو اولین اثر جوداس پریست است که در ضبط آهنگ‌های آن از سینث‌سایزر استفاده شده است.
پس از موفقیت آلبوم پیشین گروه با عنوان مدافعان پیمان در ۱۹۸۴، جوداس پریست یک دبل آلبوم با عنوان «توینز توربوز» را ضبط کرد، آلبومی که هیچگاه منتشر نگشت. در عوض آن آلبوم تقسیم شد و بیشتر قطعات برگزیده آن در توربو ظاهر گشت. در ۱۰ ژوئن ۱۹۸۶ این آلبوم موفق به دریافت نشان گلد شد و در ۲۴ ژوئیه ۱۹۸۷ نشان پلاتینیوم را از آن خود کرد. همچنین توانست در جدول موسیقی بریتانیا در مقام ۳۳ بایستد و در جدول بیلبورد ۲۰۰ آمریکا به مقام ۱۷ دست یابد. آلبوم به شدت مورد توجه هواداران قرار گرفت و خیلی سریع به فروش رفت و تور اجرای زنده آن نیز با حضور چشمگیر هواداران همراه شد.

## فهرست آهنگ‌ها
آهنگسازی تمامی آهنگ‌ها بر عهده راب هالفرد، کی.کی. داونینگ و گلن تیپتون بوده است.
| شماره | نام آهنگ                          | مدت  |
| ----- | --------------------------------- | ---- |
| ۱     | «عاشقان توربو»                    | ۵:۳۳ |
| ۲     | «محبوس در»                        | ۴:۱۹ |
| ۳     | «ویژگی خصوصی»                     | ۴:۲۹ |
| ۴     | «راهنمای خانواده»                 | ۳:۲۵ |
| ۵     | «راک بزن در سرتاسر جهان»          | ۳:۳۷ |
| ۶     | «دورافتاده جایی در سرما»          | ۶:۲۷ |
| ۷     | «شب‌های وحشی، روزهای داغ و دیوانه» | ۴:۳۹ |
| ۸     | «تب‌دار برای عشق»                  | ۴:۱۲ |
| ۹     | «بی‌پروا»                          | ۴:۱۷ |

### قطعات اهدایی در نسخه ۲۰۰۲
| شماره | نام آهنگ                                         | مدت  |
| ----- | ------------------------------------------------ | ---- |
| ۱     | «تمام آتشی‌ها» (ضبط در ۱۹۸۵)                      | ۴:۴۵ |
| ۲     | «محبوس در» (اجرای زنده ۱۹۸۶ در سن لوئیس، میسوری) | ۴:۲۴ |

## اعضای گروه
- راب هالفرد - خواننده
- کی.کی. داونینگ - گیتار
- گلن تیپتون - گیتار
- یان هیل - گیتار باس
- دیو هالند - درامز
- جف مارتین - عضو مهمان و همخوان در ترانه «شب‌های وحشی، روزهای داغ و دیوانه»